# Игра на выживание (фильм, 2014)
«Игра́ на выжива́ние» (англ.  Beyond the Reach) — американский приключенческий триллер 2014 года режиссёра Жана-Батиста Леонетти и сценариста Стивена Суско. Он основан на романе 1972 года Deathwatch Робба Уайта. В главных ролях Майкл Дуглас, Джереми Ирвин и Ронни Кокс, фильм был выпущен 17 апреля 2015 года компанией Roadside Attractions.

## Сюжет
Безжалостный магнат и коллекционер трофеев Джон Мадек щеголяет своим вездеходом стоимостью 500 000 долларов в маленьком городе штата Нью-Мексико, подкупая местного шерифа, чтобы отправиться на охоту на исчезающую пустынную снежную овцу. Шериф просит молодого, но опытного следопыта Бена провести злонамеренного Мадека к находящемуся в часе езды от города каньону Шипрок. Когда Бен просит предъявить разрешение на охоту на исчезающего снежного барана, Мадек предлагает пачку денег, которую ошеломленный Бен неохотно принимает после того, как Мадек дополняет свое первоначальное предложение.
Позже, когда Мадек случайно стреляет в старого золотоискателя, Бен настаивает, что они должны сообщить об этом как о несчастном случае. Мадек, с другой стороны, пускает ещё одну пулю из пистолета Бена в труп и, объяснив, как он теперь может шантажировать Бена вопросами о том, кто был фактическим убийцей, предлагает Бену сделку: Мадек отправит его в колледж с финансовым обеспечением и предоставит ему работу с зарплатой 300 000 долларов в год в обмен на его соучастие в сокрытии преступления.
Когда Бен поднимает свой аварийный транспондер, Мадек уничтожает его и ругает Бена за нарушение сделки. Затем Мадек угрожает Бену своей мощной винтовкой и приказывает ему снять всю одежду и обувь, заставляя его отправиться бродить по пустыне, пока не умрёт от обезвоживания. Мадек собирается доложить, что Бен сошел с ума, застрелил старателя и в одиночестве ушел в бесплодный горизонт. Мадек уверен, что Бен не сможет выжить, так как они находятся в жаркой пустыне в 45 милях от ближайшего города. Чтобы убедиться в этом, Мадек наблюдает за Беном издалека, используя прицел от своей винтовки. Затем Бен прячется в подземном логове мёртвого золотоискателя, но Мадек взрывает его с помощью динамита старателя, и Бену удается убежать с «картой сокровищ» Чарли, которой он клянется не умирать без правосудия.
К закату Бен использует карту, чтобы найти рогатку для запястья и несколько шариков среди похороненной коробки личных вещей Чарли. Бен находит достаточно воды внутри бочки, чтобы выжить, пока Мадек не стреляет в бочку. Бен направляется к скрытому гроту с водой, в котором он и его подруга плавали, но грот высох, и его обожженное солнцем тело теперь замерзает в ночи пустыни. Мадек следит за мощными прожекторами своего автомобиля, когда Бен в конечном итоге с помощью рогатки перехитряет Мадека.
Вернувшись в город, Мадек убегает из-под стражи полиции во время перерыва в ванной комнате, чтобы сесть на вертолет, который он заказал по телефону. Бен идёт к своей девушке и обещает больше не покидать её. Вооруженный Мадек тогда пробирается в их дом, когда Бен и его подруга спят, желая расправиться с ним, но подруга Бена стреляет в Мадека, из пистолета Бена. Бен добивает Мадека.

## В ролях
- Майкл Дуглас — Джон Мадек
- Джереми Ирвин — Бен
- Ронни Кокс — шериф Дж. Роб
- Ханна Мэнган-Лоренс — Лайна
- Патрисия Бетьюн — секретарь
- Мартин Палмер — Чарли
- Дэвид Гарвер — отец Бена

## Производство
7 сентября 2013 года Майкл Дуглас и Джереми Ирвин были утверждены на главные роли. Основные съёмки начались 13 сентября 2013 года в Фармингтоне, штат Нью-Мексико.
Премьера «Игры на выживание» состоялась на Международном кинофестивале в Торонто 6 сентября 2014 года. 7 сентября 2014 года Roadside attractions приобрела права на прокат фильма за 2 миллиона долларов. Фильм был выпущен 17 апреля 2015 года.